# Liste der Baudenkmale in Hoppegarten
In der Liste der Baudenkmale in Hoppegarten sind alle Baudenkmale der brandenburgischen Gemeinde Hoppegarten und ihrer Ortsteile aufgelistet. Grundlage ist die Veröffentlichung der Landesdenkmalliste mit dem Stand vom 31. Dezember 2020.

## Legende
In den Spalten befinden sich folgende Informationen:
- ID-Nr.: Die Nummer wird vom Brandenburgischen Landesamt für Denkmalpflege vergeben. Ein Link hinter der Nummer führt zum Eintrag über das Denkmal in der Denkmaldatenbank. In dieser Spalte kann sich zusätzlich das Wort Wikidata befinden, der entsprechende Link führt zu Angaben zu diesem Denkmal bei Wikidata.
- Lage: die Adresse des Denkmales und die geographischen Koordinaten. Link zu einem Kartenansichtstool, um Koordinaten zu setzen. In der Kartenansicht sind Denkmale ohne Koordinaten mit einem roten beziehungsweise orangen Marker dargestellt und können in der Karte gesetzt werden. Denkmale ohne Bild sind mit einem blauen bzw. roten Marker gekennzeichnet, Denkmale mit Bild mit einem grünen beziehungsweise orangen Marker.
- Bezeichnung: Bezeichnung in den offiziellen Listen des Brandenburgischen Landesamtes für Denkmalpflege. Ein Link hinter der Bezeichnung führt zum Wikipedia-Artikel über das Denkmal.
- Beschreibung: die Beschreibung des Denkmales
- Bild: ein Bild des Denkmales und gegebenenfalls einen Link zu weiteren Fotos des Baudenkmals im Medienarchiv Wikimedia Commons

## Allgemein
| ID-Nr.   | Lage                        | Bezeichnung | Beschreibung               | Bild           |
| -------- | --------------------------- | --- | -------------------------- | -------------- |
| 09180809 | Dahlwitz-Hoppegarten (Lage) | Satzung zum Schutz des Denkmalbereiches historischer Dorfkern von Dahlwitz-Hoppegarten (Landkreis Märkisch-Oderland) |                            | BW             |
| 09180808 | Dahlwitz-Hoppegarten (Lage) | Satzung zum Schutz des Denkmalbereiches Rennbahnanlagen in Dahlwitz-Hoppegarten (Landkreis Märkisch-Oderland)        | Galopprennbahn Hoppegarten | weitere Bilder |

## Baudenkmale

### Dahlwitz-Hoppegarten
| ID-Nr.            | Lage                                                                               | Bezeichnung | Beschreibung | Bild |
| ----------------- | ---------------------------------------------------------------------------------- | --- | --- | --- |
| 09180167          | Alte Berliner Straße 2 (Lage)                                                      | Gast- und Wohnhaus „Sonniges Eck“ | Das Haus wurde 1896–1897 erbaut und diente als Wohnhaus und Gaststätte. Im Gastraum waren bis in die 1980er Jahre häufig die Zirkusleute vom Staatszirkus der DDR anzutreffen, die in der Nähe ihr Winterquartier hatten. Die gründerzeitliche Fassade und der Innenraum sind noch erhalten, doch steht das Gebäude leer. | Gast- und Wohnhaus „Sonniges Eck“ |
| 09181270          | Alte Berliner Straße 6a, 10a (Lage)                                                | Manegebau mit zwei Stallgebäuden | | Manegebau mit zwei Stallgebäuden |
| 09180837          | Alte Berliner Straße 65 (Lage)                                                     | Wohnhaus mit rückwärtiger Grundstückseinfriedung | | Wohnhaus mit rückwärtiger Grundstückseinfriedung |
| 09180395          | Am Güterbahnhof (Lage)                                                             | Anlage des Kaiserbahnhofs mit Empfangsgebäude, Aufsichtsgebäude, Bahnsteig und gepflastertem Vorplatz | | Anlage des Kaiserbahnhofs mit Empfangsgebäude, Aufsichtsgebäude, Bahnsteig und gepflastertem Vorplatz |
| 09180389          | An der Katholischen Kirche 2 (Lage)                                                | Katholische Kirche St. Georg und Pfarrhaus | | weitere Bilder |
| 09180392          | Birkensteiner Straße, Thälmannstraße, An der Katholischen Kirche (Lage)            | Idea-Trainierbahn (Birkensteiner Bahn) | | Idea-Trainierbahn (Birkensteiner Bahn) |
| 09180398          | Goetheallee 8, 8a (Lage)                                                           | Rennstallanlage mit Villa, Wirtschafts- und Stallgebäude | Für die Familie des englischen Trainers George Long wurde diese Villa mit Bedienstetenwohnhaus und Boxenstallgebäude 1895 erbaut. 1994/95 wurde die Villa restauriert. | Rennstallanlage mit Villa, Wirtschafts- und Stallgebäude |
| 09180399          | Goetheallee 14-18 (Lage)                                                           | Rennstallanlage mit Villa, Wirtschafts- und Stallgebäuden, Trainingsgelände sowie straßenseitiger Grundstückseinfriedung | Auftraggeber für diese Villa war der englische Pferdetrainer Harry Brown. 1895 wurde die Villa sowie ein Bedienstetenwohnhaus und ein Boxenstallgebäude errichtet. 1900 kam ein zweigeschossiges Wohnhaus für Stallpersonal hinzu.                                                                                        | Rennstallanlage mit Villa, Wirtschafts- und Stallgebäuden, Trainingsgelände sowie straßenseitiger Grundstückseinfriedung |
| 09180889          | Goetheallee 20 (Lage)                                                              | Wohnhaus mit Außenanlagen | Rittmeister Werner Krause gab den Bau dieser Villa Prof. H. Straumer in Auftrag, der das Haus 1921 im Stil englischer Landhäuser entwarf. | Wohnhaus mit Außenanlagen |
| 09180400          | Goetheallee 48 (Lage)                                                              | Logierhaus mit Hofanlage | Im Logierhaus waren auswärtige Jockeys und Pferdebesitzer untergebracht. Außerdem diente das Haus mit seiner vorgelagerten Terrasse als Schankhaus. Wegen ungeklärter Besitzverhältnisse musste das Gasthaus wenige Jahre nach der Wende schließen.                                                                       | Logierhaus mit Hofanlage |
| 09180838          | Lindenallee 38 (Lage)                                                              | Wohnhaus | | BW |
| 09180798          | Lindenallee 70, 72 (Lage)                                                          | Rennstallanlage mit Villa, Wirtschafts- und Stallgebäude | Das 1913 erbaute Ensemble besteht aus einer Villa im Heimatstil, einem Bedienstetenwohnhaus sowie einem Boxenstall-Gebäude. Der Architekt war Kurt Bachstiz. | Rennstallanlage mit Villa, Wirtschafts- und Stallgebäude |
| 09180397          | Rennbahnallee 1, 1a-b, Goetheallee 1a, Bollensdorfer Weg (Lage)                    | Anlage der Galopprennbahn mit Rennbahn, Bollensdorfer Trainierbahn, Tribüne 1, 2, 3, 4, Haupteingang mit Eintrittskassen und Wohnhaus, Rechengebäude mit Rohrpost und alter Waage, Waagehaus mit Rennbahnverwaltung, Führring, Musikpavillon, zehn Totohäusern als Wettannahmestellen, Pumpenhaus, Sattelboxen, Hofanlage des Union-Gestüts mit vier Stallgebäuden, Henckel-Rennstall sowie Maschinenhaus mit Wohnhaus, Stall und Remise | Die Galopprennbahn wurde von 1867 bis 1868 nach einem Entwurf von C. Bohm erbaut. Diese Galopprennbahn ersetzte eine Bahn in Berlin-Tempelhof, die seit 1829 bestand. Die Anlage wurde im Laufe der Zeit mehrmals umgebaut.                                                                                               | Anlage der Galopprennbahn mit Rennbahn, Bollensdorfer Trainierbahn, Tribüne 1, 2, 3, 4, Haupteingang mit Eintrittskassen und Wohnhaus, Rechengebäude mit Rohrpost und alter Waage, Waagehaus mit Rennbahnverwaltung, Führring, Musikpavillon, zehn Totohäusern als Wettannahmestellen, Pumpenhaus, Sattelboxen, Hofanlage des Union-Gestüts mit vier Stallgebäuden, Henckel-Rennstall sowie Maschinenhaus mit Wohnhaus, Stall und Remise |
| 09181412          | Rennbahnallee 83 (Lage)                                                            | Villa mit Landschaftsgarten | | BW |
| 09180401          | Rennbahnallee 93 (Lage)                                                            | Villenanlage „Villa Marie“ mit schmiedeeiserner Grundstückseinfriedung | | Villenanlage „Villa Marie“ mit schmiedeeiserner Grundstückseinfriedung |
| 09180402          | Rennbahnallee 107a (Lage)                                                          | Villa mit schmiedeeiserner Grundstückseinfriedung | Villa ist heute Teil der Median-Klinik Hoppegarten | Villa mit schmiedeeiserner Grundstückseinfriedung |
| 09180403          | Rennbahnallee 109a (Lage)                                                          | Villa | | Villa |
| 09180404          | Rennbahnallee 111, 111a (Lage)                                                     | Villenanlage „Villa Luise“ mit Stall- und Remisengebäude | Villa Luise wurde 1897 erbaut | Villenanlage „Villa Luise“ mit Stall- und Remisengebäude |
| 09182147          | Rudolf-Breitscheid-Straße 1 (Lage)                                                 | Alter Friedhof mit Friedhoftor und Trauerhalle, in zwei Reihen angeordneten Wandgräbern sowie weiteren historischen Grabstätten einschließlich Wegeführung. | Alter Friedhof ab 6. November 1892 genutzt. Historische Grabstätten internationaler Trainer und Jockeys. | Alter Friedhof mit Friedhoftor und Trauerhalle, in zwei Reihen angeordneten Wandgräbern sowie weiteren historischen Grabstätten einschließlich Wegeführung. |
| 09180405          | Rudolf-Breitscheid-Straße 25 (Lage)                                                | Wohnhaus mit straßenseitiger Grundstückseinfriedung | | Wohnhaus mit straßenseitiger Grundstückseinfriedung |
| 09180388 Wikidata | Rudolf-Breitscheid-Straße 34 (Lage)                                                | Dorfkirche mit Gruft | Die Kirche ist im Ursprung aus dem Mittelalter, in den Jahren 1732 bis 1735 wurde sie umfangreich umgebaut. Der Turmaufsatz stammt aus dem Jahre 1748. Die Ausstattung im Inneren ist aus der Zeit um 1735. | weitere Bilder |
| 09180406          | Rudolf-Breitscheid-Straße 39, 41, 48, Magazinstraße 18, An der Feuerwehr 16 (Lage) | Schloss und Landschaftspark mit Einfriedung, Tordurchfahrten und Kutscherwohnhaus sowie Gutsbrennerei mit Magazin, Scheune und Kartoffelkeller | Das ehemalige Gutshaus wurde 1856 nach Plänen von Friedrich Hitzig im Stil eines Landhauses erbaut. Zum Gutshaus gehört ein Wirtschaftshof mit diversen Gebäuden. Der Schlosspark wurde nach einem Entwurf von Lenné angelegt.                                                                                            | weitere Bilder |
| 09180391          | Von-Canstein-Straße 2 (Lage)                                                       | Schule | Die Schule wurde 1912 im Heimatstil erbaut und bot Platz für 5 Klassenräume und die Schuldienerwohnung im Kellergeschoss. | Schule |

### Hönow
| ID-Nr.   | Lage              | Bezeichnung | Beschreibung                                                               | Bild           |
| -------- | ----------------- | ----------- | -------------------------------------------------------------------------- | -------------- |
| 09180476 | Dorfstraße (Lage) | Dorfkirche  | Die evangelische Kirche stammt aus der ersten Hälfte des 13. Jahrhunderts. | weitere Bilder |

### Münchehofe
| ID-Nr.   | Lage                | Bezeichnung | Beschreibung | Bild           |
| -------- | ------------------- | ----------- | --- | -------------- |
| 09180546 | Dorfstraße 3 (Lage) | Dorfkirche  | Der Sakralbau entstand im 13. Jahrhundert aus Feldsteinen. Die oberen Geschosse des Westturms wurden in der zweiten Hälfte des 19. Jahrhunderts aus rötlichem Backstein erneuert. Im Innern befinden sich unter anderem ein Kanzelaltar aus dem 18. Jahrhundert mit Bildern Jesu Christi und den Evangelisten. | weitere Bilder |

## Ehemalige Baudenkmale
| ID-Nr. | Lage                                       | Bezeichnung            | Beschreibung                                                            | Bild |
| ------ | ------------------------------------------ | ---------------------- | ----------------------------------------------------------------------- | --- |
|        | Dahlwitz-Hoppegarten Lindenallee 4 (Lage)  | Villenanlage Blottnitz | Ehemaliges Kinderheim mit seinen Außenanlagen, bei einem Brand zerstört | [[Vorlage:Bilderwunsch/code!/C:52.517567,13.671556!/D:Dahlwitz-Hoppegarten Lindenallee 4, Villenanlage Blottnitz!/\|BW]] |
|        | Dahlwitz-Hoppegarten Lindenallee 38 (Lage) | Wohnhaus               |                                                                         | Wohnhaus |